# Fontaine du Château d'eau de Montmartre
La fontaine du Château d'eau de Montmartre, appelée aussi la fontaine de l'ancien Réservoir, est située dans le 18e arrondissement de Paris, dans le quartier de Montmartre sur la petite place Jean-Baptiste-Clément, au croisement de la rue Lepic et de la rue Norvins. La fontaine se trouve dans un jardinet séparé de la rue par une grille.

## Historique
La fontaine de l'ancien Réservoir fait partie du premier château d'eau de Montmartre, situé 9 bis rue Norvins. C'est en 1835 qu'une tour octogonale servant de château d'eau est édifiée près du rendez-vous de chasse ayant prétendument appartenu à Catherine de Médicis, sur l'actuelle place Jean-Baptiste-Clément. La construction de ce château d'eau dans le style néo-Renaissance est attribuée à l'architecte Titeux de Fresnoy, et les sculptures à Bandeville. Ce réservoir est surélevé et, en 1865, il est alimenté par les eaux de la Dhuis pour pallier les graves difficultés d'approvisionnement en eau de l'ancien village de Montmartre en raison de son relief et de son altitude. Il est alimenté par une pompe hydraulique installée sur les rives de la Seine à Saint-Ouen, une seconde pompe à feu, installée passage Cottin, servant de relais. Ce passage se trouve près de la rue Ramey. Le château d'eau de Montmartre est désaffecté en 1927, lors de la construction des grands réservoirs de Montmartre, rue Azaïs, voisins du Sacré-Cœur. 
Aujourd'hui, le château d'eau de Montmartre fait office de siège pour la Commanderie du Clos Montmartre, une association loi de 1901, réunissant les amoureux du vin de Paris.

## Description
Le château d'eau de Montmartre possède des formes octogonales dont une façade fut richement décorée. La décoration du réservoir datant du temps de Louis-Philippe a été soignée avec, en rez-de-chaussée, une petite salle à laquelle donne accès une élégante porte de bronze côté rue Norvins. La façade est abondamment décorée. Deux pilastres Renaissance ornés de lambrequins en faible relief encadrent une niche en hémicycle surmontée d’une voûte en cul-de-four sculptée en forme de coquille. De part et d’autre d’un arc en plein cintre orné d’oves, deux dragons déploient leurs ailes et leurs queues, dans une grande vigueur de mouvement. Au-dessus de l’entablement, sous un fronton triangulaire, dans un bel encadrement, une table de marbre porte les inscriptions dédicatoires en partie illisibles. Les inscriptions sur la table de marbre ne portent pas de romantiques poésies ou des versets en latins comme habituellement, mais plutôt une copie gravée en pierre du contrat entre la ville et la société de construction.
| COMMUNE DE MONTMARTRE L'AN 1835 CETTE FONTAINE FUT ÉRIGÉE PAR UNE SOCIÉTÉ D'ACTIONNAIRES EN VERTU D'UNE CONCESSION DE 99 ANS FAITE PAR LE CONSEIL MAL DU 30 JANVIER 1834 VÉRON MAIRE. PICARD ET LÉCUYER ADJOINTS CONSEILLERS MUNICIPAUX EN 1835 |

Le texte est suivi par une liste des participants au conseil municipal et la date, MDCCCXXXV, est inscrite en bas du tableau.
La niche abrite une urne en bronze qui est l’une des plus importantes que l’on puisse voir à Paris. Elle est ornée de naïades, de tritons et d’une tête de lion en haut-relief, les anses étant constituées de serpents marins traités en ronde-bosse. Cette fontaine ne coule plus aujourd'hui.

## Galerie

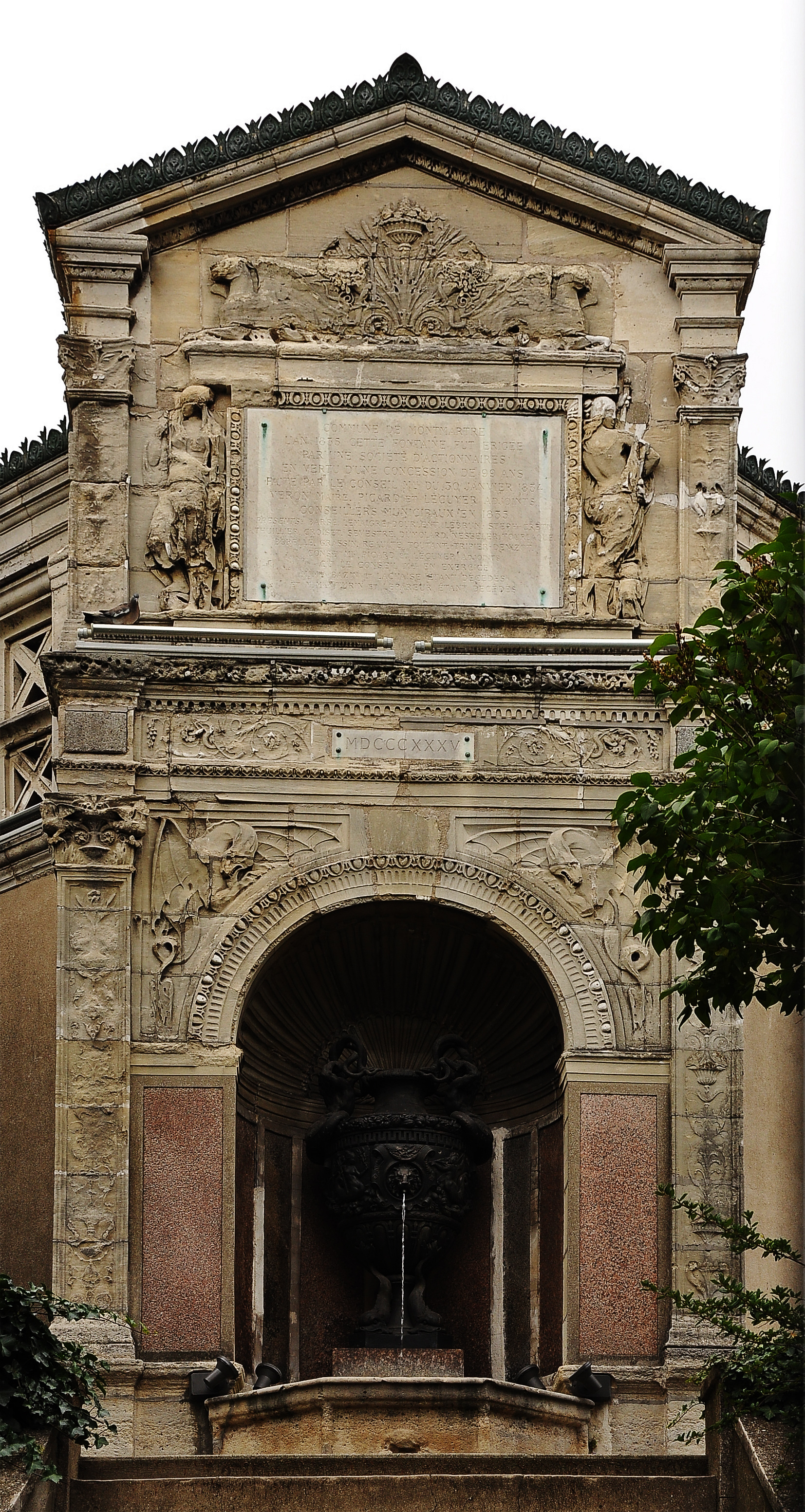
La façade.
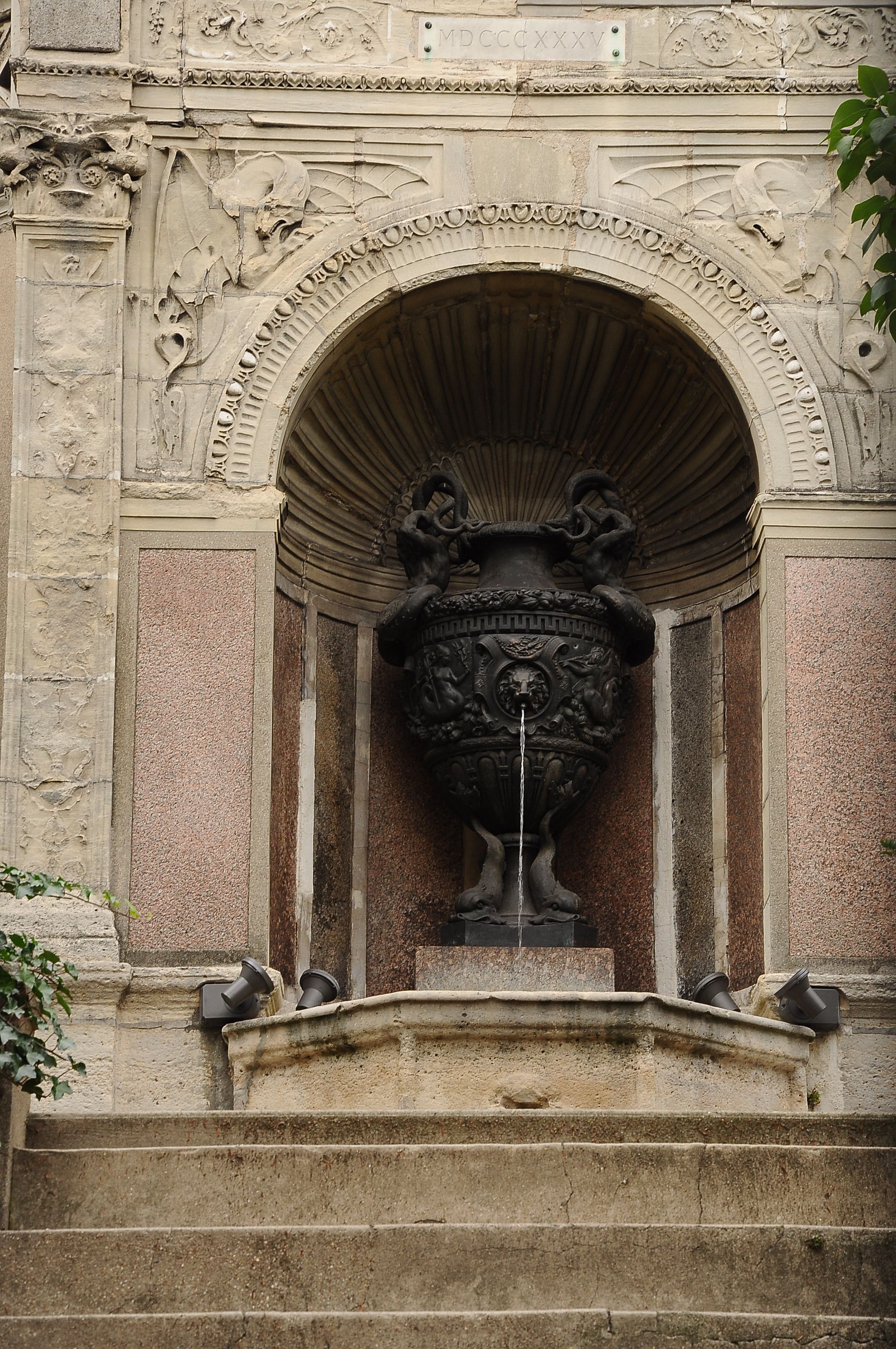
Urne de la fontaine.
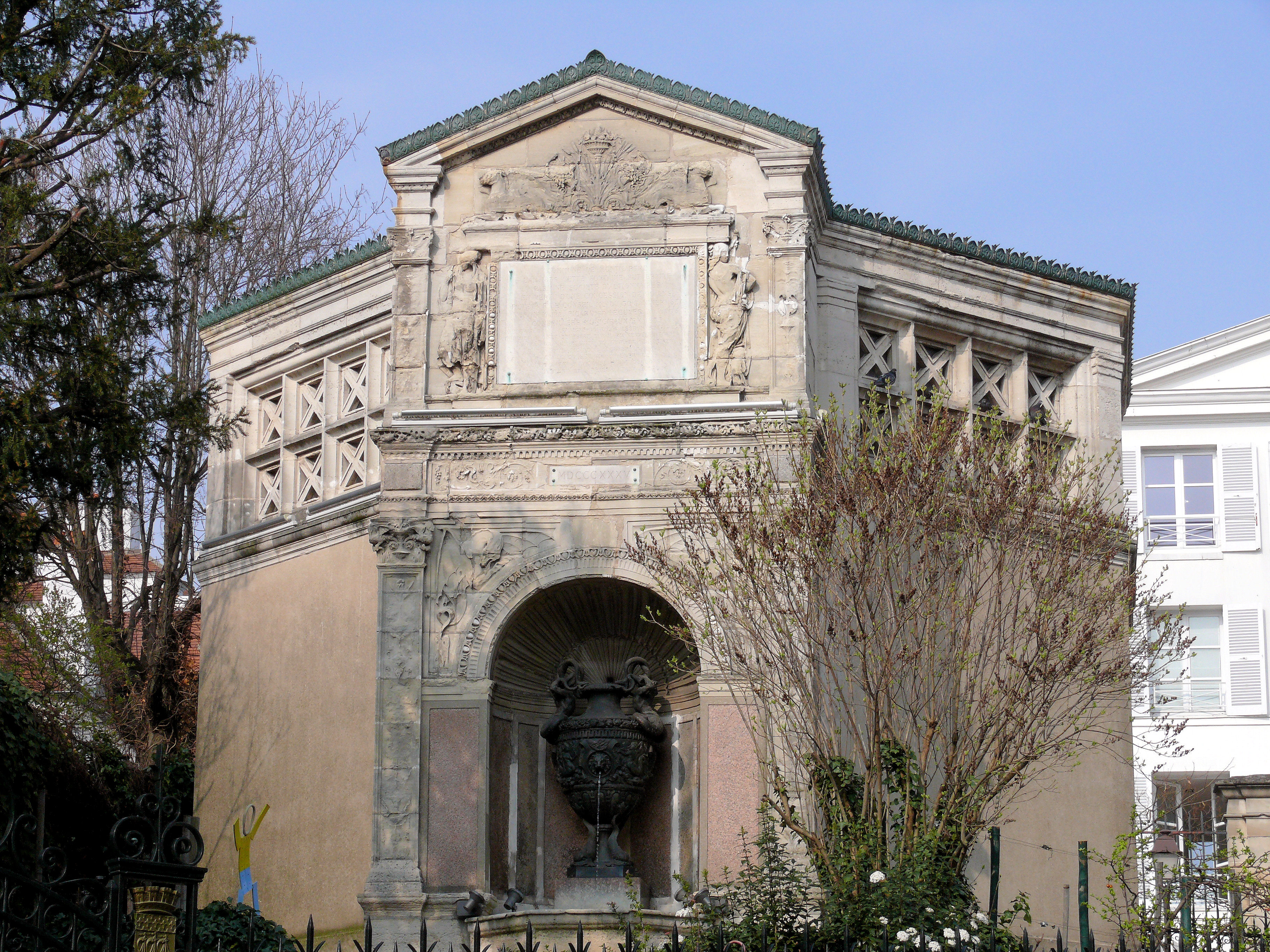
Vue d'ensemble.